# Receptor insulinu sličnog faktora rasta 2
Receptor insulinu sličnog faktora rasta 2 (IGF2R, katjionski nezavisni receptor manoza-6-fosfata, CI-MPR) je protein koji je kod ljudi kodiran IGF2R genom. IGF2R je multifunkcionalni proteinski receptor za koji se vezuje insulinu sličan faktor rasta 2 (IGF2) na ćelijskoj površini i manoza-6-fosfat (M6P)-obeležene proteine u trans-Goldžijevom apararu.

## Interakcije
Receptor insulinu sličnog faktora rasta 2 formira interakcije sa M6PRBP1.

## Literatura
- O'Dell SD, Day IN (1998). „Insulin-like growth factor II (IGF-II)”. Int. J. Biochem. Cell Biol. 30 (7): 767—71. PMID 9722981. doi:10.1016/S1357-2725(98)00048-X.
- Hawkes C, Kar S (2004). „The insulin-like growth factor-II/mannose-6-phosphate receptor: structure, distribution and function in the central nervous system”. Brain Res. Brain Res. Rev. 44 (2–3): 117—40. PMID 15003389. doi:10.1016/j.brainresrev.2003.11.002.
- Scott CD, Firth SM (2005). „The role of the M6P/IGF-II receptor in cancer: tumor suppression or garbage disposal?”. Horm. Metab. Res. 36 (5): 261—71. PMID 15156403. doi:10.1055/s-2004-814477.
- Antoniades HN, Galanopoulos T, Neville-Golden J, Maxwell M (1992). „Expression of insulin-like growth factors I and II and their receptor mRNAs in primary human astrocytomas and meningiomas; in vivo studies using in situ hybridization and immunocytochemistry”. Int. J. Cancer. 50 (2): 215—22. PMID 1370435. doi:10.1002/ijc.2910500210.
- Zhou J, Bondy C (1992). „Insulin-like growth factor-II and its binding proteins in placental development”. Endocrinology. 131 (3): 1230—40. PMID 1380437. doi:10.1210/en.131.3.1230.
- Morgan DO; Edman JC; Standring DN;  . (1987). „Insulin-like growth factor II receptor as a multifunctional binding protein”. Nature. 329 (6137): 301—7. PMID 2957598. doi:10.1038/329301a0.
- Oshima A; Nolan CM; Kyle JW;  . (1988). „The human cation-independent mannose 6-phosphate receptor. Cloning and sequence of the full-length cDNA and expression of functional receptor in COS cells”. J. Biol. Chem. 263 (5): 2553—62. PMID 2963003.
- De Souza AT; Hankins GR; Washington MK;  . (1996). „M6P/IGF2R gene is mutated in human hepatocellular carcinomas with loss of heterozygosity”. Nat. Genet. 11 (4): 447—9. PMID 7493029. doi:10.1038/ng1295-447.
- Ilvesmäki V, Blum WF, Voutilainen R (1994). „Insulin-like growth factor binding proteins in the human adrenal gland”. Mol. Cell. Endocrinol. 97 (1–2): 71—9. PMID 7511544. doi:10.1016/0303-7207(93)90212-3.
- De Souza AT; Hankins GR; Washington MK;  . (1995). „Frequent loss of heterozygosity on 6q at the mannose 6-phosphate/insulin-like growth factor II receptor locus in human hepatocellular tumors”. Oncogene. 10 (9): 1725—9. PMID 7753549.
- Schmidt B; Kiecke-Siemsen C; Waheed A;  . (1995). „Localization of the insulin-like growth factor II binding site to amino acids 1508-1566 in repeat 11 of the mannose 6-phosphate/insulin-like growth factor II receptor”. J. Biol. Chem. 270 (25): 14975—82. PMID 7797478. doi:10.1074/jbc.270.25.14975.
- Rao PH; Murty VV; Gaidano G;  . (1994). „Subregional mapping of 8 single copy loci to chromosome 6 by fluorescence in situ hybridization”. Cytogenet. Cell Genet. 66 (4): 272—3. PMID 8162705. doi:10.1159/000133710.
- Ishiwata T; Bergmann U; Kornmann M;  . (1997). „Altered expression of insulin-like growth factor II receptor in human pancreatic cancer”. Pancreas. 15 (4): 367—73. PMID 9361090. doi:10.1097/00006676-199711000-00006.
- Tikkanen R; Peltola M; Oinonen C;  . (1998). „Several cooperating binding sites mediate the interaction of a lysosomal enzyme with phosphotransferase”. EMBO J. 16 (22): 6684—93. PMC 1170273 . PMID 9362483. doi:10.1093/emboj/16.22.6684.
- Nykjaer A; Christensen EI; Vorum H;  . (1998). „Mannose 6-Phosphate/Insulin-like Growth Factor–II Receptor Targets the Urokinase Receptor to Lysosomes via a Novel Binding Interaction”. J. Cell Biol. 141 (3): 815—28. PMC 2132758 . PMID 9566979. doi:10.1083/jcb.141.3.815.
- Díaz E, Pfeffer SR (1998). „TIP47: a cargo selection device for mannose 6-phosphate receptor trafficking”. Cell. 93 (3): 433—43. PMID 9590177. doi:10.1016/S0092-8674(00)81171-X.
- Wan L; Molloy SS; Thomas L;  . (1998). „PACS-1 defines a novel gene family of cytosolic sorting proteins required for trans-Golgi network localization”. Cell. 94 (2): 205—16. PMID 9695949. doi:10.1016/S0092-8674(00)81420-8.
- Killian JK, Jirtle RL (1999). „Genomic structure of the human M6P/IGF2 receptor”. Mamm. Genome. 10 (1): 74—7. PMID 9892739. doi:10.1007/s003359900947.
- Kumar S; Hand AT; Connor JR;  . (1999). „Identification and cloning of a connective tissue growth factor-like cDNA from human osteoblasts encoding a novel regulator of osteoblast functions”. J. Biol. Chem. 274 (24): 17123—31. PMID 10358067. doi:10.1074/jbc.274.24.17123.

## Spoljašnje veze
- Insulin-Like-Growth-Factor+II+Receptor на 